# Хокеј на леду на Зимским олимпијским играма 2018.
Хокеј на леду је био део програма Зимских олимпијских игара 2018. биће одржане у корејском граду Пјонгчангу. Бићр то укупно 24. пут да је хокеј не леду био делом олимпијског програма. Олимпијски хокејашки турнир ће се одржавати у периоду од 10. до 25. фебруара 2018. у дворанама хокејашког центра Кангнеунг (капацитета 10.000 места) и Квандонг центра (капацитета 6.000 места).
На турниру је учествовало укупно 20 репрезентација, 12 у мушкој и 8 у женској конкуренцији. Титулу брани репрезентација Канаде у обе конкуренције.

## Мушки турнир
У мушком делу турнира учествује укупно 12 репрезентација са максимално 25 играча у тиму (укупно 300 хокејаша). Директан пласман на олимпијску турнир у Пјонгчангу обезбедило је 9 најбоље пласираних хокејашких репрезентација на ранг листи ИИХФ-а формираној након Светског првенства 2015. године, док су преостала 3 места попуњена кроз квалификације у којима су учествовале укупно 24 репрезентације.
| Директни учесници - #1 Финска - #2 Шведска - #3 Канада - #4 Русија - #5 САД | Директни учесници - #6 Чешка - #7 Швајцарска - #8 Словачка - Јужна Кореја (домаћин) | Квалификанти - Немачка - Норвешка - Словенија |

Турнир ће бити одржан по истом систему као и на ЗОИ 2010. у Ванкуверу и ЗОИ 2014. у Сочију. У основној фази екипе су подељене у 3 групе са по 4 тима, а игра се по систему свако са сваким. Три победника сваке од група и најбољерангирана другопласирана селекција обезбедиће директан пласман у четвртфинале турнира, док је преосталих 8 репрезентација разигравати за четвртфинале по елиминационом систему. Даље се игра по елиминационом систему све до утакмица за медаље.

## Женски турнир
У женском делу турнира учествује је укупно 8 репрезентација са максимално 21 играчицом у тиму. Директан пласман на олимпијски турнир у Пјонгчангу обезбедило је уз домаћина и 5 најбоље пласираних хокејашких репрезентација на ранг листи ИИХФ-а формираној након Светског првенства 2016. године, док су преостала 2 места попуњена кроз квалификације у којима су учествовало укупно 20 репрезентација.
| Директни учесници - #1 Канада - #2 САД - #3 Финска | Директни учесници - #4 Русија - #5 Шведска - Јужна Кореја (домаћин) | Квалификанти - Швајцарска - Јапан |

У првом делу екипе су подељене у две групе са по 4 тима. Групе су формиране на основу пласмана на ИИХФ ранг листи, тако да су се у групи А налазе 4 најбоље пласиране селекције, а у групи Б преостала 4 тима. У групној фази игра се по систему свако са сваким. Две најбоље пласиране селекције из групе А обезбедиће директан пласман у полуфинале, док су трећепласирани и четвртопласирани тим из групе А разигравали у четвртфиналу са две првопласиране екипе из групе Б за преостала два места у полуфиналу. Две последње пласиране селекције из групе Б су разигравале са пораженим из четвртфинала за пласман од 5. до 8. места.

## Освајачи медаља
| Дисциплина    | Злато | Сребро | Бронза |  |  |  |
|               | | | |  |  |  |
| Мушки турнир  | Русија (ОСР) Сергеј Андронов Александар Барабанов Вјачеслав Војнов Владислав Гавриков Михаил Григоренко Никита Гусев Павел Дацјук Артјом Зуб Андреј Зубарев Иља Каблуков Сергеј Калињин Кирил Капризов Богдан Киселевич Иља Коваљчук Василиј Кошечкин Алексеј Марченко Сергеј Мозјакин Никита Нестеров Николај Прохоркин Иља Сорокин Иван Телегин Игор Шестјоркин Вадим Шипачов Сергеј Широков Јегор Јаковљев Селектор: Олег Знарок | Немачка Синан Акдаг · Дани аус ден Биркен · Дерил Бојл · Давид Волф · Марцел Гоч · Јаник Сајденберг · Доминик Кахун · Маркус Кинк · Бјерн Круп · Франк Мауер · Брукс Мацек · Јонас Милер · Мориц Милер · Марцел Небелс · Тимо Пјелмајер · Матијас Плахта · Леонард Пфедерл · Патрик Рајмер · Герит Фаузер · Патрик Хагер · Франк Хердлер · Феликс Шиц · Денис Ендрас · Јасин Ехлиц · Кристијан ЕрхофСелектор: Марко Штурм | Канада Карл Столери · Крис Ли · Чарлс Геновеј · Жилбер Бруле · Војтек Волски · Дерек Рој · Крис Кели · Роб Клинкхамер · Брендон Козун · Квинтон Хауден · Рене Бурк · Марк Андре Грањани · Ендру Ебет · Мејсон Рејмонд · Ерик О’Дел · Стефан Елиот · Коди Голубеф · Бен Скривенс · Кевин Пулен · Џастин Питерс · Мет Робинсон · Максим Лапјер · Максим Норо · Линден Веј · Кристијан ТомасСелектор: Вили Дежарден |  |  |  |
| Женски турнир | Сједињене Државе | Канада | Финска |  |  |  |

## Биланс медаља
| Поз. | Земља                          |   |   |   | Укупно |
|      |                                |   |   |   |        |
| 1.   | Олимпијски спортисти из Русије | 1 | 0 | 0 | 1      |
| 1.   | Сједињене Америчке Државе      | 1 | 0 | 0 | 1      |
| 3.   | Канада                         | 0 | 1 | 1 | 2      |
| 4.   | Немачка                        | 0 | 1 | 0 | 1      |
| 5.   | Финска                         | 0 | 0 | 1 | 1      |
|      | Укупно                         | 2 | 2 | 2 | 6      |